# Otto Hartmann
Otto Hartmann (Nassau, 7 febbraio 1889 – Diksmuide, 3 settembre 1917) è stato un militare e aviatore tedesco, asso dell'aviazione durante la prima guerra mondiale accreditato di 7 vittorie aeree.

## Biografia
Otto Hartmann nasce a Nassau, nell'allora Regno di Württemberg, il 7 febbraio 1889. Entrò nell'esercito dell'Impero tedesco come cadetto il 5 marzo 1908. Sin da subito prende parte nella prima guerra mondiale e viene gravemente ferito due volte: il 12 agosto 1915 e il 10 giugno 1916.

### Il servizio in aviazione
Nel corso del 1916 acquisì il brevetto da osservatore aereo ed entrò a far parte della Flieger-Abteilung 48 della Luftstreitkräfte. Promosso al grado di Hauptmann (capitano) il 6 ottobre 1916, ottenne le sue prime vittorie aeree in qualità di osservatore, il 22 ottobre e il 6 novembre 1916. Intraprese poi l'addestramento per ricevere il brevetto di pilota e dopo averlo ottenuto viene inviato nella Schutzstaffel (squadriglia di protezione) 3. Il 17 maggio 1917 viene trasferito nella Jagdstaffel 18 e poco tempo dopo, il 6 giugno, è nominato comandante della Jagdstaffel 28 dopo che il suo predecessore, Karl Emil Schäfer era rimasto ucciso in azione. Al comando di questo reparto ottenne altre cinque vittorie aeree tra il 21 giugno e il 21 agosto 1917.

### La morte
Alle 8:15 del 3 settembre 1917, Otto Hartmann viene ucciso da due proiettili alla testa durante un combattimento con un Bristol F.2 Fighter del No.48 Squadron del Royal Flying Corps. Hartmann ed il suo aereo caddero nel canale della Manica a nord di Diksmuide, Belgio. Quattro giorni dopo i resti del pilota furono ritrovati sulla costa belga e successivamente sepolti nel cimitero di Steinbach, in Germania.
Durante il servizio militare era stato insignito dalla Croce di Ferro sia di prima che di seconda classe e dalla Croce di Cavaliere dell'Ordine al merito militare del Württemberg.